# Anicla temperata
Anicla temperata är en fjärilsart som beskrevs av William Schaus 1894. Anicla temperata ingår i släktet Anicla och familjen nattflyn. Inga underarter finns listade i Catalogue of Life.